# Armadillidium riparium
Armadillidium riparium är en kräftdjursart som beskrevs av Koch 1901. Armadillidium riparium ingår i släktet Armadillidium och familjen klotgråsuggor. Inga underarter finns listade i Catalogue of Life.